# المناظر
كتاب المناظر هو كتاب من سبع مجلدات في مجال البصريات، الفيزياء، الرياضيات وعلم النفس ألفها العالم ابن الهيثم في مصر وهو تحت الإقامة الجبرية بين عامي 1011 إلى 1021 وهو كتاب مهم في تاريخ تطور علم البصريات.
وضع أسس البصريات الفيزيائية الحديثة بعد أن غير جذرياً طريقة فهم الضوء ورؤية الأشياء
وفي العلم بشكل عام وُضِعت مقدمة في المنهج العلمي التجريبي كنتيجة لذلك.
وُصِف ابن الهيثم «بأبي الفيزياء الحديثة» و«رائد المنهج العلمي الحديث» ومؤسس «الفيزياء التجريبية»، ووصفة البعض بـ«العالم الأول» للأسباب التالية:
صُنف هذا مع كتاب إسحاق نيوتن فلسفة المبادئ الرياضية الطبيعية كأكثر الكُتب تأثيراً في علم الفيزياء وأكبر عامل في تطوير علم البصريات والإدراك البصري ووطد ذلك بتجربة البرهانية في البصريات وقدم للفيزياء الرياضية تصوراً للكثير مما مضى وفي تخصاصات الرياضية أخرى كالفلك والميكانيكا.
يحتوي هذا الكتاب أيضاً نقاشات وبحوث حول سيكولوجيا إبصار الأشياء والأوهام البصرية إضافة إلى السيكولوجيا التجريبية وأدق وصف للقمرة أو الغرفة القاتمة أو الغرفة المظلمة، الذي أدى إلى اختراع الكاميرا الحديثة وفي الأدوية وطب العيون، أيضاً قدم الكتاب تحسينات مهمة في جراحة العيون. وشرح الكتاب عملية الإبصار. كما أثر هذا الكتاب أيضاً في أفكار استخدام البصريات في عصر النهضة وتطوير التليسكوب.

## محتويات الكتاب
وقد قسّم الكتاب إلى سبع مقالات، كل مقالة احتوت على عدة فصول، وكانت عناوين المقالات كالتالي:
المقالة الأولى: كيفية الإبصار بالجملة.
المقالة الثانية: تفصيل المعاني التي يدركها البصر وعللها وكيفية إدراكها،
المقالة الثالثة: أغلاط البصر فيما يدركه على استقامة وعللها.
المقالة الرابعة: كيفية إدراك البصر بالانعكاس عن الأجسام الثقيلة.
المقالة الخامسة: مواضيع الخيالات، وهي الصور التي ترى في الأجسام الثقيلة.
المقالة السادسة: أغلاط البصر فيما يدركه بالانعكاس وعللها.
المقالة السابعة: كيفية إدراك البصر بالانعطاف من وراء الأجسام المشفة المخالفة لشفيف الهواء.

ملاحظات ابن الهيثم انتشار الضوء.
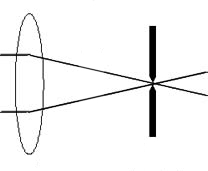
تجمع أشعة الضوء من الشيء ثم تفرقها بعد عبور الثقب.
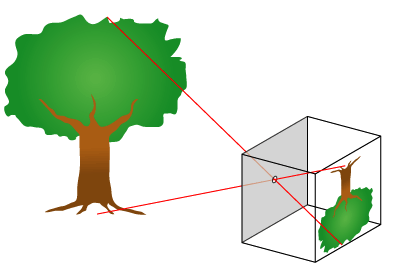
انعكاس صورة مقلوب على شاشة غرفة مظلمة.